# Push (песня Энрике Иглесиаса)
«Push» (рус. Действуй) — четвёртый сингл испанского поп-певца Энрике Иглесиаса c его альбома Insomniac, выпущенный 14 февраля 2008 года на лебле Interscope.

## История выпуска
Изначально композиция «Push» должна быть выпущена как второй сингл с альбома Insomniac. Об этом свидетельствуют статьи в разнообразных статьях и интервью Иглесиаса. Песня была вывешена на официальной странице Энрике Иглесиаса на MySpace, вещалась в эфирах радиостанций. Две версии песни — инструментальная и а капелла, которые были записаны без участия Лила Вейна, также были вывешены в интернете.
Первым сообщением что «Push» не выйдет 2-м синглом с «Insomniac» было выступление Иглесиаса на «MTV’s Total Request Live», где во время выступления Энрике сказал что не знает какой сингл, «Push» или «Somebody’s Me», будет выпущен вторым синглом в США и предлагал поклонникам проголосовать на сайте за лучший вариант.
Во время телефонного интервью в штате Аризона Иглесиас сказал что «Somebody’s Me» будет вторым синглом с альбома.
Выбор был неоднозначно принят поклонниками, которые считали что сочетание ритм-энд-блюза, хип-хопа и латиноамериканской музыки будет доминировать на музыкальном рынке. Также выбор привёл в заблуждение людей, которые читали отзывы на форумах и официальной страничке Иглесиаса на «MySpace».
Песня была удалена со странички Иглесиаса на «MySpace» и с официального сайта.
Вскоре было принято решение всё таки выпустить песню синглом, песня вновь появилась в эфирах радиостанций США, на «MySpace», официальном сайте. Песня была выпущена третьим синглом с альбома в США и четвёртым в Европе. Также песня была включена в фильм «Шаг вперёд 2: Улицы», для которого она была записана без участия Лила Вейна.
Трансляция музыкального видео на MTV была отклонена из-за не ясности со статусом сингла, а также руководство канала попросило менее откровенный ролик. Также песня была исключена из списка синглов с «Шагом вперёд 2», потому что песня и так была выпущена синглом. Премьера клипа должна была состоятся 14 февраля на MTV, но состоялась только 10 дней спустя 29 февраля на «Yahoo!Music». Несмотря на то, что партию Вейна можно услышать за кадром, в клипе его нет.
Оригинальная версия трека была включена как американский бонус-трек сборника Иглесиаса Greatest Hits.

## Музыкальное видео
Видео было снято Билли Вудруффом. В клипе снялись актёры, которые снимались в «Шаг вперёд 2» — Роберт Хоффман и Брайана Эвиган. Клип был снят в одном из клубов центрального Лос-Анджелеса.
В начале видео Брайана и Роберт, заигрывая друг с другом, заходят в VIP-комнату. Энрике, следуя за ними, снимает на камеру как они ласкают друг друга. В финале Энрике отдаёт карту памяти из камеры Роберту. Другое действие происходит в подвале. Энрике сидит на стуле и смотрит на эротический танец танцовщицы, от которой его отделяет стеклянная стена. Кульминация клипа приходится на кадр, когда Энрике разбивает стулом стекло.